# Ульрих, Вернер
Вернер Ульрих (нем. Werner Ulrich; род. 18 сентября 1940, Мемель) — восточногерманский гребец. Участник летних Олимпийских игр 1960 года, серебряный призёр чемпионата мира 1963 года.

## Биография
Вернер Ульрих родился 18 сентября 1940 года в немецком городе Мемель (сейчас Клайпеда в Литве).
Выступал в соревнованиях по гребле на байдарках и каноэ за «Мотор Нептун» из Ростока. 12 раз становился чемпионом ГДР: на каноэ-двойке вместе с Вилли Мельбергом шесть раз победил на дистанции 1000 метров (1959—1963, 1965), пять раз — на дистанции 10 000 метров (1959, 1961—1963, 1965). Ещё одно золото завоевал в 1966 году на дистанции 10 000 метров с другим партнёром.
В 1960 году вошёл в состав Объединённой германской команды на летних Олимпийских играх в Риме. В соревнованиях каноэ-двоек вместе с Вилли Мельбергом заняли в полуфинале 5-е место с результатом 4 минуты 39,44 секунды, уступив 8,11 секунды попавшим в финал с 3-го места Игору Липалиту и Алексе Думитру из Румынии. В заезде надежды заняли 3-е место (4.50,23), а в финале 7-е место (4.31,68), уступив 14,64 секунды завоевавшим золото Леониду Гейштору и Сергею Макаренко из СССР.
В 1963 году вместе с Вилли Мельбергом завоевал серебряную медаль чемпионата мира в Яйце на дистанции 10 000 метров среди каноэ-двоек.